# Libnotes sabroskyi
Libnotes sabroskyi là một loài ruồi trong họ Limoniidae. Chúng phân bố ở miền Australasia.